# Principat de Busi
Busi fou un estat tributari protegit, una thikana feudataria de Jodhpur governada pel clan Kumpawat dels rajputs rathor, formada per tres pobles concedits el 1591 per Maharana Amar Singh de Mewar a Thakur Bairisal, fill de Thakur Udai Singh de Ranawas, que al seu torn era fill de Rao Kumpa de Mewar. El 1774 Chhatar Singh (+1796) fou confirmat en l'estat que llavors estava format per 4 pobles, per Maharaja Vijay Singh de Mewar, quan Jodhpur (Marwar) va arrabassar Godwad a Mewar (Udaipur). El 1849 ja tornaven a ser tres pobles.

## Llista de governants
- Thakur BAIRISAL 1592-?
- Thakur BHOPAT SINGH (fill)
- Thakur PANCHAYAN SINGH (fill)
- Thakur MUKANDAS ?-1690 (fill)
- Thakur JASWANT SINGH 1690-? (fill)
- Thakur SHIVDAN SINGH (fill)
- Thakur PRATAP SINGH (fill)
- Thakur CHHATAR SINGH ?-1796 (fill)
- Thakur BAKHTAWAR SINGH 1796-1849 (fill)
- Thakur DURJAN SINGH 1849-1856 (adoptat, nascut Kunwar Durjan Singh)
- Thakur BABHUT SINGH 1856-1882 (fill)
- Thakur BHIM SINGH 1882-1949 (adoptat, nascut Kunwar Bhim Singh el 1879, + 1963 amb 84 anys)